# Gymnelia simillimum
Gymnelia simillimum är en fjärilsart som beskrevs av Rothschild 1911. Gymnelia simillimum ingår i släktet Gymnelia och familjen björnspinnare. Inga underarter finns listade i Catalogue of Life.